# (988) Appella
(988) Apella és un asteroide del cinturó principal descobert per l'astrònom Benjamin Jekhowsky en 1922 des de l'Observatori de Bouzaréah, Algèria.
Deu el nom a Paul Émile Appell (1855-1930), que va ser president de la Societat Astronòmica de França.
S'estima que té un diàmetre de 25,91 ± 1,8 km. La seva distància mínima d'intersecció de l'òrbita terrestre és d'1,40204 ua.
Les observacions fotomètriques recollides d'aquest asteroide mostren un període de rotació de 120 hores, amb una variació de lluentor d'11,5 de magnitud absoluta.